# Wohnraum
Wohnraum ist ein in vielen Fachgebieten verwendeter Begriff, unter dem man allgemein einen Raum versteht, der als Wohnung genutzt wird. Gegensatz ist der Geschäftsraum.

## Allgemeines
Das Kompositum „Wohnraum“ bringt zum Ausdruck, dass es sich um einen Raum handelt, der zum Wohnen bestimmt und geeignet ist. Eine Wohnung wiederum ist nach dem Bewertungsgesetz „die Zusammenfassung einer Mehrheit von Räumen, die in ihrer Gesamtheit so beschaffen sein müssen, dass die Führung eines selbständigen Haushalts möglich ist… Außerdem ist erforderlich, dass die für die Führung eines selbständigen Haushalts notwendigen Nebenräume (Küche, Bad oder Dusche, Toilette) vorhanden sind. Die Wohnfläche muss mindestens 23 m² betragen“ (§ 181 Abs. 9 BewG). Der Raum als architektonisch zu verstehender Begriff ist ein von allen Seiten umschlossener Teil eines Gebäudes. 
Nicht unwesentlicher Aspekt ist das Vorhalten eines „angemessen großen“ Abstellraumes (oder Kellers). Geregelt ist dies in der Muster-BauO § 48 (2) 2: „In Wohngebäuden der Gebäudeklassen 3 bis 5 sind leicht erreichbare und gut zugängliche Abstellräume für Kinderwagen und Fahrräder sowie für jede Wohnung ein ausreichend großer Abstellraum herzustellen“. 
Durch das Wohnungsbindungsgesetz (WoBindG) – das seit August 1965 die Sozialwohnungen reguliert – entstanden die Begriffe „öffentlich geförderter oder preisgebundener Wohnraum“ und der Gegensatz des „freifinanzierten oder preisfreien Wohnraums“, der keiner Mietpreisbindung unterliegt. Beginn und Ende der Eigenschaft als öffentlich geförderter Wohnraum sind in §§ 13 ff. WoBindG geregelt. Der Mietvertrag über eine öffentlich geförderte Wohnung mit dem Endmieter begründet ein Mietverhältnis, für das die privatrechtlichen Bestimmungen des Mietrechts gelten, soweit das WoBindG nichts anderes vorsieht.
Mit dem Begriff des Wohnraums befasst sich insbesondere das Bürgerliche Gesetzbuch (BGB), die Statistik und das Baurecht. Der Begriffsumfang ist je nach Fachgebiet sehr unterschiedlich, so dass der Vergleich zu uneinheitlichen Ergebnissen führt.

## Bürgerliches Gesetzbuch
Im BGB bildet das Mietverhältnis über Wohnraum einen Sonderfall des Mietverhältnisses über Räume; Wohnraummietverhältnisse sind geregelt in den §§ 549  bis § 577a BGB. Ein Raum ist ein allseits umschlossener Teil eines Gebäudes, der so groß ist, dass sich ein Mensch darin aufhalten kann. Als Gebäude gilt jedes unbewegliche, mit dem Erdboden fest verbundene Bauwerk, das zum Aufenthalt von Menschen bestimmt und geeignet ist. Daher stellt die Vermietung von Schiffen, Wohn-, Eisenbahnwagen oder Wohncontainern keinen Wohnraum dar, weil es sich hierbei nicht um Gebäude handelt. Bei der Charakterisierung als Wohnraum kommt es nicht auf objektive Kriterien an, sondern auf den Willen der Parteien, einen Raum zu Wohnzwecken zu vermieten; der vereinbarte Nutzungszweck ist entscheidend. Der gesetzliche Mieterschutz greift mithin nur, wenn beide Parteien das Mietverhältnis für Wohnraum begründen wollen. Vertragstechnisch handelt es sich beim Wohnraum um die Gesamtheit jener Räume, über die zwischen Mieter und dem Vermieter ein Mietvertrag geschlossen wurde. Für Mietverträge über Wohnräume gelten teilweise andere gesetzliche Regeln als für die Anmietung von Geschäftsräumen oder von sonstigen Räumen. Dies betrifft nicht nur die materielle Rechtslage (einerseits § 549 BGB und andererseits § 578 Abs. 2 BGB), sondern auch das Prozessrecht. Das BGB geht beim Wohnraum von einer Wohnung aus, die Statistik jedoch von einem Zimmer.

## Statistik
Das Statistische Bundesamt geht zum Zwecke der Erstellung seiner Wohnungsstatistiken indes von Zimmern aus. „Zu den Wohnräumen zählen alle Zimmer (Wohn- und Schlafräume mit 6 und mehr m² Wohnfläche) und Küchen. Nicht als Zimmer gelten Nebenräume wie Abstellräume, Speisekammern, Flure, Badezimmer und Toiletten.“ Nach DIN 277 zählen jedoch auch Flure, Abstellräume und Balkone zur Wohnfläche, die in dieser Norm mit dem allgemeiner gehaltenen Begriff der Nutzfläche umschrieben ist. Die technische und rechtliche Begrifflichkeit führt nicht zu einheitlichen Ergebnissen, was die statistische Erfassung erschwert. Nach der technischen Auslegung liegen zwei Wohnungen vor, wenn eine Partei zwei Räume in zwei Stockwerken gemietet hat; nach der juristischen handelt es sich jedoch nur um eine Wohnung.

## Baurecht
Im Baurecht ist der Wohnraum eine Wohnfläche, deren Berechnung auf der Wohnflächenverordnung beruht. Als Wohnfläche werden die im Zusammenhang mit einer Wohnung stehenden Grundflächen bezeichnet. Wohnraum gilt als Abteilung eines oder mehrerer zusammenhängender Räume mit einem gemeinsamen Zugang. Hier gehört der Wohnungsflur zur Wohnfläche, während die Wohnungstreppe keine Wohnfläche, wohl aber eine Netto-Grundfläche darstellt. Während es bei der Vermietung von Wohnräumen auf die Wohnfläche ankommt, ist bei Gewerbeimmobilien die Nutzfläche maßgebend. 
In der Bauordnung kennt man nur die Begriffe Wohngebiet, Wohnung und Aufenthaltsraum. Dabei ist ein Wohngebiet nach der deutschen Baunutzungsverordnung (BauNVO) ein Baugebiet, das dem Wohnen dient. Die Anforderungen an Wohnungen und Aufenthaltsräume sind in den jeweiligen Landesbauordnungen (LBO) beschrieben. So schreibt beispielsweise die Landesbauordnung für Baden-Württemberg (BW LBO) in § 35 Abs. 2 vor: „Jede Wohnung muss eine Küche oder Kochnische haben“. Bauliche Anforderungen an Aufenthaltsräume beschreibt § 34 Abs. 1 BW LBO. Unter anderem werden genannt: „Deckenhöhe 2,2 Meter über mindestens der Hälfte ihrer Grundfläche, wenn die Aufenthaltsräume ganz oder überwiegend im Dachraum liegen; dabei bleiben Raumteile mit einer lichten Höhe bis 1,5 Meter außer Betracht, 2,3 Meter in allen anderen Fällen.“ Anforderungen an die Mindestgröße werden hier nicht gestellt. Mindestgrößen und auch Mindestmaße werden lediglich in den technischen Fördervoraussetzungen der jeweiligen Gesetze zur Wohnraumförderung (Sozialer Wohnungsbau) gefordert.